# Bryum coelophyllum
Bryum coelophyllum är en bladmossart som beskrevs av Daniel Cady Eaton 1892. Bryum coelophyllum ingår i släktet bryummossor, och familjen Bryaceae. Inga underarter finns listade i Catalogue of Life.